# 점성술의 주야간
점성술의 주야간(占星術之 晝夜間, astrology of sect)은 (태양과 달 그리고 다섯 행성을 포함하는) 일곱 개의 전통적인 행성이 낮과 밤 중에 하나의 분류에 할당된다는 개념이다.
낮의 행성들은 태양이 지평선 위에 있는 천궁도에서 더 편안하고 강력하다. 그것들은 다음과 같다.:
- 태양
- 목성
- 토성

밤의 행성들은 태양이 지평선 아래에 있는 천궁도에서 더 편안하고 강력하다. 그것들은 다음과 같다.:
- 달
- 금성
- 화성

남녀추니이며 매우 순응적인 행성인 수성은 본래의 주야간은 지니지 않는다. 수성은 태양에 대해 동향이면(즉, 일출 전에 떠오르고 일몰 전에 지는 위치에 있으면), 주간으로, 서향이면(즉, 일출 후에 떠오르고 일몰 후에 지면), 야간으로, 주야간을 바꾼다. 
수성의 경우는 성별이 불분명하지만, 점성학적 주야간은 남성성과 여성성을 구분하는 것과 같은 점성학적 극성의 한 형태이다. 어떤 행성들은 양 또는 남성성의 환경에 있을 때 더 강해지며, 다른 행성들은 음 또는 여성성의 환경에 있을 때 더 효율적이라고 여겨진 이래로, 점성학적 주야간에 큰 비중을 두었던 헬레니즘 점성가들은 특정 천궁도에서 성별에 맞는 별자리에 있는 행성에도 특별한 중요성을 부여했다.  
중세 점성술은 주야간의 구별로 인해 더 복잡해졌지만, 그 요소는 그다지 중요치 않았다. 중세 아랍의 점성가들은 주야간을 세가지 형태로 정의했다.:
- (태양이 지평선 위에 있는 주간의 차트에서의 목성과, 태양이 지평선 아래에 있는 야간의 차트에서의 화성과 같이,) 천궁도에서 한 행성이 태양의 주야간에 부합하는 본래의 주야간에 있다.
- (양자리와 쌍둥이자리, 사자자리, 천칭자리, 사수자리 그리고 물병자리가 남성적인 또는 낮의 별자리인 반면에, 황소자리와 게자리, 처녀자리, 전갈자리, 염소자리 그리고 물고기자리가 여성적인 또는 밤의 별자리라는 개념으로) 만일 한 행성이 점유하고 있는 별자리의 극성이 그것의 본래의 성별과 같다면, 다소의 주야간의 위계를 얻을 수 있다. 따라서, 처녀자리에 있는 금성의 경우, 처녀자리는 여성적인 또는 밤의 별자리이기 때문에, 그것은 별자리에 의한 음의 밤 위계를 갖는다.
- 천궁도에서 한 행성이 본래의 주야간에 상응하는 반구에 있다면, 다소의 주야간의 위계를 가질 수도 있다. 예를 들면, 태양이 지평선 위나 아래에 있는지와는 상관 없이 목성이 태양과 같은 반구에 있는 것이나, 금성이 태양과 반대편 반구에 있는 것이다.

위의 세가지 조건을 모두 충족하는 행성은 헤이즈(Hayz)라고 불리지만, 본질적 위계에 비해서 헤이즈의 강도가 얼마나 강한지는 분명치 않다.
주야간의 발광체(晝夜間之 發光體, luminary of sect)는 각각의 낮과 밤을 다스린다고 하는 발광체이다. 태양은 (태양이 지평선 위에 있는) 낮의 천궁도에서 발광체가 되며, 달은 (태양이 지평선 아래에 있는) 밤의 천궁도에서 발광체가 된다. 특히 헬레니즘 점성술에서, 그러한 구분은 점성학적 가상점의 위치를 결정하는데 있어서 결정적인 것이었다.

## 추가 문헌
- Robert Hand. 《Night and Day: Planetary Sect in Astrology》 →밤과 낮: 점성술에서의 행성의 주야간  ARHAT Publications (Archive for Retrieval of Historical Astrological Texts, 1995.) https://web.archive.org/web/20090423010140/http://www.robhand.com/publications.shtml